# Bamboo Engineering
La Bamboo Engineering è stata una scuderia automobilistica inglese con sede a Silverstone. Nota soprattutto per la sua partecipazione nelle competizioni per vetture turismo, durante la sua esistenza ha militato nel campionato del mondo turismo, nel campionato britannico turismo e nelle GP3 Series. Nel 2014 si è fusa con la Craft Racing, formando la Craft-Bamboo Racing.

## Storia

### Campionato britannico turismo

#### Chevrolet Lacetti (2009)
Il team fu formato nel luglio 2009 in seguito alla partenza del direttore sportivo Richard Coleman dalla Tempus Sport. Bamboo corse con l'ex pilota Tempus Harry Vaulkhard nel British Touring Car Championship nel 2009, con una Chevrolet Lacetti.

### Campionato del mondo turismo

#### Chevrolet Lacetti (2010-2011)
Nuovamente con la Chevrolet Lacetti, nel 2010 il team entrò nel World Touring Car Championship, inizialmente con Vaulkhard e Darryl O'Young come piloti. Vaulkhard portò il team alla prima vittoria alla gara inaugurale di Monza, in Italia. O'Young seguì con la prima vittoria di un pilota cinese in un evento FIA a Portimão, in Portogallo. Successivamente, a Brno, in Repubblica Ceca, lo stesso O'Young ottenne la prima pole position dopo essere finito 8º in gara-1 e assicurandosi la prima posizione grazie alla griglia invertita per gara-2; fu però posteriormente penalizzato di 30 secondi in gara-1, retrocedendolo e togliendoli la vittoria. A causa di problemi legati al budget, la stagione di Vaulkhard finì in anticipo e Yukinori Taniguchi lo sostituì per le ultime gare. Quest'ultimo vinse nella sua categoria in gara-1 a Suzuka, in Giappone, e questo successo fu rapidamente seguito dalla vittoria in gara-2 di O'Young. Alla fine della loro stagione di debutto, ottennero il secondo posto nella classifica costruttori del Trofeo Yokohama.
Bamboo mantenne O'Young e Taniguchi per la stagione 2011, continuando con la Chevrolet Lacetti fino alla gara del Brasile.

#### Chevrolet Cruze (2011–2013)
Il team passò alla Chevrolet Cruze 1.6T a partire dalla gara di Zolder, in Belgio, rimpiazzando le Lacetti che avevano corso nel primo round stagionale. O'Young vinse il campionato piloti nel Trofeo Yokohama in gara-2. Si trattò dell'unica vittoria di indipendenti nel 2011, il team finì l'anno al 5º posto in classifica.
Per la stagione 2012 il team raggiunse un accordo con RML Group che li avrebbe visti correre con le stesse specifiche delle vetture del team ufficiale Chevrolet. Ingaggiarono l'ex pilota BTCC Alex MacDowall e il vincitore della Formula Renault 3.5 Pasquale Di Sabatino, schierando, quindi, due piloti debuttanti. Il team lasciò Monza con MacDowall al top della classifica del Trofeo Yokohama in coabitazione con Stefano D'Aste e Pepe Oriola. MacDowall fu il più veloce tra gli indipendenti nelle qualifiche al Salzburgring nel round austriaco e vinse poi la sua prima gara in WTCC, che fu la prima stagionale anche per Bamboo. In Brasile, di Sabatino fu affetto da bronchite e altri problemi respiratori e il danese Michel Nykjær sostituì il pilota italiano per l'evento. Nykjær conquistò la pole position e la vittoria in gara-1 tra gli indipendenti, concludendo 5º assoluto. Il team ingaggiò Robb Holland per correre con la seconda vettura negli Stati Uniti. O'Young tornò con il team per la corsa giapponese e da lì fino alla fine della stagione. MacDowall concluse 5º in gara-1 dopo essere partito in seconda fila sulla griglia e aver conquistato la vittoria tra gli indipendenti. Entrambi i piloti furono coinvolti nel mucchio selvaggio del primo giro in gara-1 in Cina con entrambi i piloti alla fine ritirati a causa di incidenti di gara. Il team arrivò a Macao con una sottile chance per MacDowall di far suo il Trofeo Yokohama piloti. Il weekend iniziò con O'Young che si schiantò alla curva Mandarin Oriental durante i test del giovedì. O'Young prese la pole position degli indipendenti in qualifica e poi la vittoria in gara-1 dopo essere stato l'ultimo pilota a evitare l'enorme incidente alla curva Lisboa. MacDowall partì dalla pole position in gara-2, ma fu rapidamente sorpassato da Norbert Michelisz al via. Successivamente lo riprese, ma entrambi furono sorpassati dalla Chevrolet di Alain Menu. La gara di MacDowall finì quando fu colpito da dietro da Yvan Muller e si schiantò frontalmente contro le barriere all'uscita della veloce curva Mandarin. O'Young vinse per gli indipendenti per la seconda volta nel weekend.
Bamboo Engineering stette nel WTCC anche nella stagione 2013 con James Nash (pilota proveniente dal Team Aon. Il team mantenne MacDowall come secondo pilota. Il team lasciò Monza con MacDowall che ottenne il suo primo podio assoluto e Nash che guidò la classifica piloti del Trofeo Yokohama, mentre il team fu 2º dietro a RML Group.

### GP3 Series
Nella stagione 2013, Bamboo si impegnò anche in GP3 Series come rimpiazzo dell'Atech CRS Grand Prix. Dopo aver provato con il team all'Autódromo do Estoril, il venezuelano Roberto La Rocca divenne il primo pilota ad unirsi a esso. A seguito della morte del presidente venezuelano Hugo Chávez e della nuova situazione politica del Paese, La Rocca fu costretto a uscire dal team e venne rimpiazzato da Carmen Jordá.

## Risultati

### Campionato britannico turismo
| Anno | Vettura           | Pilota          | 1       | 2        | 3       | 4       | 5        | 6        | 7       | 8        | 9       | 10        | 11       | 12       | 13        | 14       | 15       | 16       | 17      | 18        | 19       | 20        | 21       | 22       | 23       | 24       | 25       | 26       | 27        | 28       | 29       | 30        | PP  | Punti | PS  | Punti |
| ---- | ----------------- | --------------- | ------- | -------- | ------- | ------- | -------- | -------- | ------- | -------- | ------- | --------- | -------- | -------- | --------- | -------- | -------- | -------- | ------- | --------- | -------- | --------- | -------- | -------- | -------- | -------- | -------- | -------- | --------- | -------- | -------- | --------- | --- | ----- | --- | ----- |
| 2009 | Chevrolet Lacetti | Harry Vaulkhard | BHI 1 8 | BHI 2 11 | BHI 3 9 | THR 1 9 | THR 2 12 | THR 3 11 | DON 1 5 | DON 2 10 | DON 3 7 | OUL 1 Rit | OUL 2 15 | OUL 3 12 | CRO 1 Rit | CRO 2 NP | CRO 3 NP | SNE 1 10 | SNE 2 9 | SNE 3 Rit | KNO 1 10 | KNO 2 Rit | KNO 3 11 | SIL 1 14 | SIL 2 11 | SIL 3 11 | ROC 1 13 | ROC 2 11 | ROC 3 Rit | BHI 1 11 | BHI 2 13 | BHI 3 Rit | 16° | 22    | 12° | 6     |

### Campionato del mondo turismo
| Anno | Vettura              | Pilota               | 1         | 2         | 3        | 4         | 5         | 6         | 7        | 8         | 9        | 10        | 11        | 12        | 13       | 14       | 15       | 16        | 17       | 18       | 19       | 20        | 21        | 22        | 23        | 24        | PP  | Punti | PS | Punti |
| ---- | -------------------- | -------------------- | --------- | --------- | -------- | --------- | --------- | --------- | -------- | --------- | -------- | --------- | --------- | --------- | -------- | -------- | -------- | --------- | -------- | -------- | -------- | --------- | --------- | --------- | --------- | --------- | --- | ----- | -- | ----- |
| 2010 | Chevrolet Lacetti    | Darryl O'Young       | BRA 1 15  | BRA 2 16  | MAR 1 17 | MAR 2 13  | ITA 1 Rit | ITA 2 12  | BEL 1 20 | BEL 2 12  | POR 1 10 | POR 2 9   | GBR 1 21  | GBR 2 Rit | CEC 1 17 | CEC 2 7  | GER 1 NC | GER 2 12  | SPA 1 14 | SPA 2 17 | GPN 1 10 | GPN 2 9   | MAC 1 Rit | MAC 2 Rit |           |           | 15° | 15    | 2° | 189   |
| 2010 | Chevrolet Lacetti    | Harry Vaulkhard      | BRA 1 16  | BRA 2 13  | MAR 1 16 | MAR 2 Rit | ITA 1 10  | ITA 2 13  | BEL 1 15 | BEL 2 Rit | POR 1 15 | POR 2 11  | GBR 1 17  | GBR 2 14  | CEC 1 15 | CEC 2 15 | GER 1    | GER 2     | SPA 1    | SPA 2    | GPN 1    | GPN 2     | MAC 1     | MAC 2     |           |           | 21° | 1     | 2° | 189   |
| 2010 | Chevrolet Lacetti    | Yukinori Taniguchi   | BRA 1     | BRA 2     | MAR 1    | MAR 2     | ITA 1     | ITA 2     | BEL 1    | BEL 2     | POR 1    | POR 2     | GBR 1     | GBR 2     | CEC 1    | CEC 2    | GER 1 17 | GER 2 14  | SPA 1 17 | SPA 2 18 | GPN 1 9  | GPN 2 16  | MAC 1 13  | MAC 2 Rit |           |           | 18° | 4     | 2° | 189   |
| 2011 | Chevrolet Cruze 1.6T | Darryl O'Young       | BRA 1 Rit | BRA 2 11  | BEL 1 10 | BEL 2 4   | ITA 1 7   | ITA 2 6   | UNG 1 12 | UNG 2 8   | CEC 1 7  | CEC 2 Rit | POR 1 12  | POR 2 9   | GBR 1 11 | GBR 2 8  | GER 1 14 | GER 2 11  | SPA 1 15 | SPA 2 14 | GPN 1 11 | GPN 2 Rit | CIN 1 13  | CIN 2 Rit | MAC 1 Rit | MAC 2 12  | 14° | 43    | 5° | 112   |
| 2011 | Chevrolet Cruze 1.6T | Yukinori Taniguchi   | BRA 1 18  | BRA 2 15  | BEL 1 14 | BEL 2 SQ  | ITA 1 13  | ITA 2 11  | UNG 1 11 | UNG 2 11  | CEC 1 15 | CEC 2 14  | POR 1 15  | POR 2 15  | GBR 1 16 | GBR 2 13 | GER 1 17 | GER 2 14  | SPA 1 14 | SPA 2 16 | GPN 1 7  | GPN 2 14  | CIN 1 20† | CIN 2 NP  | MAC 1 NP  | MAC 2 NP  | 20° | 6     | 5° | 112   |
| 2012 | Chevrolet Cruze 1.6T | Alex MacDowall       | ITA 1 8   | ITA 2 7   | SPA 1 15 | SPA 2 14  | MAR 1 12  | MAR 2 Rit | SVC 1 12 | SVC 2 Rit | UNG 1 9  | UNG 2 11  | AUT 1 6   | AUT 2 Rit | POR 1 10 | POR 2 7  | BRA 1 6  | BRA 2 11  | USA 1 5  | USA 2 7  | GPN 1 5  | GPN 2 9   | CIN 1 NC  | CIN 2 17  | MAC 1 9   | MAC 2 Rit | 10° | 68    | 4° | 113   |
| 2012 | Chevrolet Cruze 1.6T | Pasquale Di Sabatino | ITA 1 14  | ITA 2 19† | SPA 1 22 | SPA 2 16  | MAR 1 17  | MAR 2 15  | SVC 1 13 | SVC 2 12  | UNG 1 12 | UNG 2 15  | AUT 1 12  | AUT 2 15  | POR 1 15 | POR 2 17 | BRA 1    | BRA 2     | USA 1    | USA 2    | GPN 1    | GPN 2     | CIN 1     | CIN 2     | MAC 1     | MAC 2     | NC  | 0     | 4° | 113   |
| 2012 | Chevrolet Cruze 1.6T | Michel Nykjær        | ITA 1     | ITA 2     | SPA 1    | SPA 2     | MAR 1     | MAR 2     | SVC 1    | SVC 2     | UNG 1    | UNG 2     | AUT 1     | AUT 2     | POR 1    | POR 2    | BRA 1 5  | BRA 2 6   | USA 1    | USA 2    | GPN 1    | GPN 2     | CIN 1     | CIN 2     | MAC 1     | MAC 2     | 16° | 20    | 4° | 113   |
| 2012 | Chevrolet Cruze 1.6T | Robb Holland         | ITA 1     | ITA 2     | SPA 1    | SPA 2     | MAR 1     | MAR 2     | SVC 1    | SVC 2     | UNG 1    | UNG 2     | AUT 1     | AUT 2     | POR 1    | POR 2    | BRA 1    | BRA 2     | USA 1 15 | USA 2 16 | GPN 1    | GPN 2     | CIN 1     | CIN 2     | MAC 1     | MAC 2     | NC  | 0     | 4° | 113   |
| 2012 | Chevrolet Cruze 1.6T | Darryl O'Young       | ITA 1 NP  | ITA 2 NP  | SPA 1 10 | SPA 2 Rit | MAR 1 10  | MAR 2 10  | SVC 1 7  | SVC 2 9   | UNG 1 NC | UNG 2 13  | AUT 1 Rit | AUT 2 NP  | POR 1 13 | POR 2 13 | BRA 1 7  | BRA 2 Rit | USA 1 14 | USA 2 12 | GPN 1 11 | GPN 2 13  | CIN 1 Rit | CIN 2 12  | MAC 1 5   | MAC 2 5   | 14° | 37    | 4° | 113   |
| 2013 | Chevrolet Cruze 1.6T | James Nash           | ITA 1 7   | ITA 2 7   | MAR 1 3  | MAR 2 4   | SVC 1 6   | SVC 2 17  | UNG 1 9  | UNG 2 4   | AUT 1 2  | AUT 2 1   | RUS 1 8   | RUS 2 10  | POR 1 11 | POR 2 1  | ARG 1 9  | ARG 2 7   | USA 1 5  | USA 2 8  | GPN 1 5  | GPN 2 5   | CIN 1 3   | CIN 2 6   | MAC 1 6   | MAC 2 4   | 3°  | 226   | 2° | 183   |
| 2013 | Chevrolet Cruze 1.6T | Alex MacDowall       | ITA 1 3   | ITA 2 20† | MAR 1 6  | MAR 2 Rit | SVC 1 8   | SVC 2 8   | UNG 1 8  | UNG 2 3   | AUT 1 5  | AUT 2 6   | RUS 1 13  | RUS 2 11  | POR 1 13 | POR 2 17 | ARG 1 11 | ARG 2 11  | USA 1 4  | USA 2 13 | GPN 1 2  | GPN 2 12  | CIN 1 4   | CIN 2 13  | MAC 1 5   | MAC 2 5   | 11° | 141   | 2° | 183   |

### GP3 Series
| Anno | Vettura     | Pilota           | 1        | 2         | 3         | 4         | 5         | 6        | 7        | 8        | 9        | 10        | 11       | 12        | 13       | 14       | 15        | 16       | PP  | Punti | PS | Punti |
| ---- | ----------- | ---------------- | -------- | --------- | --------- | --------- | --------- | -------- | -------- | -------- | -------- | --------- | -------- | --------- | -------- | -------- | --------- | -------- | --- | ----- | -- | ----- |
| 2013 | Dallara-AER | Lewis Williamson | CAT 1 11 | CAT 2 7   | VAL 1 19  | VAL 2 17  | SIL 1 25† | SIL 2 14 | NÜR 1 4  | NÜR 2 4  | HUN 1 24 | HUN 2 Rit | SPA 1 14 | SPA 2 10  | MNZ 1 4  | MNZ 2 3  | CYM 1     | CYM 2    | 12° | 44    | 6° | 75    |
| 2013 | Dallara-AER | Melville McKee   | CAT 1 14 | CAT 2 Rit | VAL 1 11  | VAL 2 Rit | SIL 1 24  | SIL 2 15 | NÜR 1 7  | NÜR 2 1  | HUN 1 17 | HUN 2 Rit | SPA 1 7  | SPA 2 Rit | MNZ 1 12 | MNZ 2 7  | CYM 1     | CYM 2    | 14° | 31    | 6° | 75    |
| 2013 | Dallara-AER | Carmen Jordá     | CAT 1 22 | CAT 2 18  | VAL 1 Rit | VAL 2 21  | SIL 1 23  | SIL 2 19 | NÜR 1 SQ | NÜR 2 24 | HUN 1 22 | HUN 2 21  | SPA 1 19 | SPA 2 19  | MNZ 1 18 | MNZ 2 17 | CYM 1 Rit | CYM 2 23 | 30° | 0     | 6° | 75    |
| 2013 | Dallara-AER | Alice Powell     | CAT 1    | CAT 2     | VAL 1     | VAL 2     | SIL 1     | SIL 2    | NÜR 1    | NÜR 2    | HUN 1    | HUN 2     | SPA 1    | SPA 2     | MNZ 1    | MNZ 2    | CYM 1 19  | CYM 2 20 | 31° | 0     | 6° | 75    |